# Phyllophila
Phyllophila là một chi bướm đêm thuộc họ Noctuidae.

## Loài
- Phyllophila atripars Hampson, 1914
- Phyllophila atrisigna Dognin, 1914
- Phyllophila cogela Schaus, 1904
- Phyllophila corgatha Berio, 1984
- Phyllophila flavitermina Hampson, 1902
- Phyllophila griseola Felder & Rogenhofer, 1874
- Phyllophila melacheila Staudinger, 1895
- Phyllophila obliterata Rambur, 1833
- Phyllophila obscura Hampson, 1894
- Phyllophila richinii Berio, 1940
- Phyllophila rufescens Hampson, 1910
- Phyllophila torrefacta Distant, 1898
- Phyllophila yangtsea Draudt, 1950